# Carolina Rodríguez Durán
Carolina Rodríguez Durán (La Uruca, San José, 23 de abril de 1989) es una reina de belleza, modelo, profesora y traductora del idioma inglés.
participó en el Miss Costa Rica 2014 en el cual no logró coronarse, sin embargo, durante el Miss Costa Rica 2016 logró obtener la corona nacional; Rodríguez nació en la capital costarricense, no obstante, desde su niñez vive en la provincia de Alajuela, la cual representó durante su participación en el certamen nacional.

## Biografía
Rodríguez Durán nació en el distrito de La Uruca, en el cantón central de San José, el 23 de abril de 1989, hija de José Rodríguez de origen alajuelense y Maribel Durán guanacasteca, estudio el idioma inglés, es interesada en el tema de conservación del medio ambiente, del uso adecuado de los recursos, además le interesa el tema de competitividad, de Costa Rica y su sistema social, salud y económico, como ganadora del certamen nacional, Carolina mencionó involucrarse y aprender mas a cerca del mantenimiento del medio ambiente y tratar de ser una buena embajadora de las causas sociales como ganadora de Miss Costa Rica.

## Certámenes de belleza
La carrera en concursos de belleza de Rodríguez es bastante amplia, en la cual ha sembrado grandes triunfos.

## Señorita Verano 2014
En tal certamen se colocó como una de las candidatas favoritas, obtuvo el título.

## Miss Costa Rica 2014
Carolina concursó en la 59 edición del certamen Miss Costa Rica, correspondiente al año 2014, en tal concurso se reconoció su belleza y fue una de las candidatas más fuertes del concurso, sin embargo, al finalizar la edición se colocó en el puesto de virreina nacional.

## Reinado Mundial del Banano 2015
Luego de participar sin éxito en el Miss Costa Rica, fue seleccionada para representar a Costa Rica en tal concurso que se llevaría a cabo en Ecuador, logró ganar el título, en dicho concurso obtuvo varias premiaciones como : Mejor Cuerpo y fue elegida Miss Oro Verde Passport, se convirtió en la quinta costarricense en ganar el título.

## Miss Costa Rica 2016
En la 61 edición del certamen nacional, Carolina participa por segunda vez, durante el concurso su desenvolvimiento fue uno de los mejores, en tal edición dos candidatas repetían participación; la noche final fue el 19 de agosto donde Rodríguez logró coronarse, con esto se convirtió en una de las pocas candidatas que lograron ganar al ser reincidentes en el concurso, representó a Alajuela y compitió con otras nueve candidatas, en la ronda final de preguntas Carolina quedó empatada con Elena Correa en las preguntas finales, teniendo que hacer una segunda ronda de preguntas la cual favoreció a Rodríguez y que la coronó como soberana de la belleza costarricense.

## Miss Universo 2016
Rodríguez representó a Costa Rica en el Miss Universo 2016, donde se medió con alrededor de 89 candidatas de distintos países y territorios autónomos, su llegada a Manila fue controvertida, pues por petición del Departamento de turismo del país asiático se le pidió que al aterrizar a tierras filipinas hiciera un saludo el cual fue bien visto por cierta parte de la población, pero también fue mal visto por otra parte. La final fue el 29 de enero (Día Occidente) desde el Arena Pilipina, en Manila, Filipinas, Carolina no logró ingresar a ningún top, Teletica no transmitió el concurso en Costa Rica.
| Predecesor:                  | Señorita Verano 2014          | Sucesor: Brenda Castro      |
| Predecesor: Susan Romanishin | Reina Mundial del Banano 2015 | Sucesor: Ivana Yturbe       |
| Predecesor: Brenda Castro    | Miss Costa Rica 2016          | Sucesor: Elena Correa Usuga |